# Mikroten
Mikroten je velmi tenká plastová polyetylenová fólie, nejčastěji užívaná k balení a uchovávání potravin. V dnešní době je tento plastový materiál hojně využíván zejména v maloobchodních prodejnách potravin, jsou z něj nejčastěji vyrobeny potravinářské sáčky různých velikostí.
Původně se jednalo o obchodní značku podniku Granitol Moravský Beroun, která dnes již přešla do běžného hovorového jazyka (procesem zvaným apelativizace proprií). Na Moravě se mikrotenovému sáčku někdy nesprávně říká silonový sáček.

## Chemické vlastnosti
Mikroten patří mezi výrobky z vysokohustotního polyethylenu se zkratkou HDPE z anglického High-density polyethylene. Tato látka se získává Zieglerovou–Nattovou metodou a jedná se o vysoce krystalický kopolymer se 4000 až 7000 ethylenovými jednotkami. Relativní molekulová hmotnost se pohybuje mezi 100 000 až 200 000. V současné době se z HDPE vyrábějí také láhve, trubky a další. Jedná se o pevný a tepelně stálý recyklovatelný plast. 